# Volosjanka
Volosjanka (česky též Vološanka, ukrajinsky Волосянка, maďarsky Hajasd) je horská obec v územní komunitě (hromadě) Stavne v okrese Užhorod v Zakarpatské oblasti na Ukrajině. Místní částí Volosjanky je Luh.

## Příroda
Volosjanka je na území Užanského národního parku. Blízko Volosjanky je přírodní rezervace (prales) Tychyj. Přírodní rezervace byla založena v letech 1908 až 1913. Alois Zlatník za první republiky inicioval rozšíření této rezervace na 110,3 ha. Během 2. světové války však došlo k částečnému vykácení lesa.

## Historie
Poprvé je název obce uveden v listinách Užhorodského panství v roce 1691, jako datum založení obce je uváděn rok 1549. První zmínka o obci pochází z roku 1768 v podobě „Voloszanka“. V roce 1910 zde žilo 1586 obyvatel (1353 Rusínů, 115 Maďarů, 81 Němců). V letech 1914–1918 (během první světové války) se Volosjanka nacházela v zóně vojenských operací. Do uzavření Trianonské smlouvy byla obec součástí Uherska, poté (pod názvem Vološanka) byla součástí Československa. Za první československé republiky zde byl obecní notariát a četnická stanice. Od roku 1945 byla součástí Ukrajinské sovětské socialistické republiky, která byla součástí Sovětského svazu; nakonec od roku 1991 je součástí samostatné Ukrajiny.